# Музыка «Звёздных войн»
Музыка франшизы «Звёздные войны» составляется и создается в связи с разработкой художественных фильмов, телесериалов и других товаров в рамках эпической космической оперы, созданной Джорджем Лукасом. Музыка для основных художественных фильмов (которая служит основой для остальных средств массовой информации) была написана Джоном Уильямсом. Музыка Уильямса для девяти фильмов саги (и сюита для спин-офф фильма) входят в число наиболее широко известных и популярных вкладов в современную музыку к фильмам, в них используется симфонический оркестр и представлен ассортимент из около пятидесяти повторяющихся музыкальных тем для изображения персонажей и другие сюжетные элементы: одна из крупнейших тем в истории музыки к фильмам.
Выпущенная между 1977 и 2019 годами, музыка для основных художественных фильмов, в случае первых двух трилогий, исполнялась Лондонским симфоническим оркестром и, в отдельных отрывках, хором британского музыкального коллектива London Voices. Трилогия сиквелов «Звёздных войн» в основном дирижировалась Уильямсом и Уильямом Россом, в исполнении Hollywood Freelance Studio Symphony и (в нескольких отрывках) Los Angeles Master Chorale.
С тех пор дополнительные композиторы внесли музыку в другие фильмы и средства массовой информации во вселенной «Звёздных войн». Музыка для нескольких анимационных сериалов спин-оффов была написана Кевином Кайнером и Райаном Шором. Музыка для спин-офф фильмов, других телевизионных программ и видеоигр, а также трейлеры различных частей были созданы другими различными композиторами, и этот материалом, иногда возвращаясь к некоторым из основных тем Уильямса (и, с одним спин-офф фильмом, в котором Уильямс фактически пишет новую тему для композитора).
Партитуры в основном исполняются симфоническим оркестром разного формата, к которому в нескольких частях присоединяется хор различного формата. Каждый из них широко использует лейтмотив или серию музыкальных тем, представляющих различных персонажей, предметы и события в фильмах. На протяжении всей франшизы, которая насчитывает в общей сложности более 18 часов музыки, Уильямс написал около пятидесяти тем в одной из самых больших и богатых коллекций тем в истории музыки к фильмам.

## Общее

### Фильмы
| Год               | Название                      | Композитор                                                   | Дирижер                                   | Оркестратор/Аранжировщик                                                        | Оркестр                               |
| Фильмы саги       | Фильмы саги                   | Фильмы саги                                                  | Фильмы саги                               | Фильмы саги                                                                     | Фильмы саги                           |
| ----------------- | ----------------------------- | ------------------------------------------------------------ | ----------------------------------------- | ------------------------------------------------------------------------------- | ------------------------------------- |
| 1977              | Новая надежда                 | Джон Уильямс                                                 | Джон Уильямс                              | Херберт В. Спенсер                                                              | Лондонский симфонический оркестр      |
| 1980              | Империя наносит ответный удар | Джон Уильямс                                                 | Джон Уильямс                              | Херберт В. Спенсер                                                              | Лондонский симфонический оркестр      |
| 1983              | Возвращение джедая            | Джон Уильямс                                                 | Джон Уильямс                              | Херберт В. Спенсер                                                              | Лондонский симфонический оркестр      |
| 1999              | Скрытая угроза                | Джон Уильямс                                                 | Джон Уильямс                              | Конрад Поп Джон Нойфельд                                                        | Лондонский симфонический оркестр      |
| 2002              | Атака клонов                  | Джон Уильямс                                                 | Джон Уильямс                              | Конрад Поп Эдди Карам                                                           | Лондонский симфонический оркестр      |
| 2005              | Месть ситхов                  | Джон Уильямс                                                 | Джон Уильямс                              | Конрад Поп Эдди Карам                                                           | Лондонский симфонический оркестр      |
| 2015              | Пробуждение силы              | Джон Уильямс                                                 | Джон Уильямс Уильям Росс Густаво Дудамель | Джон Уильямс Уильям Росс                                                        | Hollywood Freelance Studio Symphony   |
| 2017              | Последние джедаи              | Джон Уильямс                                                 | Джон Уильямс Уильям Росс                  | Джон Уильямс Уильям Росс                                                        | Hollywood Freelance Studio Symphony   |
| 2019              | Скайуокер. Восход             | Джон Уильямс                                                 | Джон Уильямс                              | Джон Уильямс Уильям Росс                                                        | Hollywood Freelance Studio Symphony   |
| Фильмы спин-оффов |                               |                                                              |                                           |                                                                                 |                                       |
| 2008              | Войны клонов                  | Кевин Кайнер Джон Уильямс (Оригинальные темы)                | Кевин Кайнер Ник Рейн                     | Кевин Кайнер Ник Рейн Такэси Фурукава                                           | City of Prague Philharmonic Orchestra |
| 2016              | Изгой-один                    | Майкл Джаккино Джон Уильямс (Оригинальные темы)              | Тим Симонек                               | Уильям Росс Тим Симонек Брэд Дехтер Джефф Крайка Крис Тилтон Херберт В. Спенсер | Hollywood Freelance Studio Symphony   |
| 2018              | Хан Соло                      | Джон Пауэлл Джон Уильямс (Тема Хана Соло, оригинальные темы) | Гэвин Гринуэй                             | (дополнительная музыка и аранжировки) Бату СенерЭнтони УиллисПол Моунси         | London Session Orchestra              |

### Телевидение
Кевин Кайнер написал музыку для фильма «Звёздные войны: Войны клонов» (2008), предшественника одноименного мультсериала. Оба свойства свободно используют некоторые оригинальные темы и музыку Джона Уильямса. Собственный материал Кайнера для фильма включает в себя тему для ученика падавана Энакина Скайуокера, Асоки Тано, а также тему для дяди Джаббы Хатта Зиро. Кайнер продолжил писать музыку целые шесть сезонов сериала, которые завершились в 2014 году. Саундтрек альбом был выпущен в том же году Walt Disney в Records.
В 1 сезоне 1 серии 1983 года, сериала «Виктория» при пришествии инопланитян на землю играла мелодия Уильямса
Кайнер продолжил свою работу с франшизой для мультсериала «Звёздные войны: Повстанцы» (2014), который также включает темы Уильямса.
Райан Шор служит композитором для «Звёздных войн: Силы Судьбы» (2017—2018). Для сериала Disney+ «Мандалорец», обладатель премии Оскар Людвиг Йоранссон составляет музыку.
| Год            | Название                      | Композитор       | Дополнительные композиторы                                                                          |
| -------------- | ----------------------------- | ---------------- | --------------------------------------------------------------------------------------------------- |
| 2008-2020      | Звёздные войны: Войны клонов  | Кевин Кайнер     | Такэси Фурукава Дэвид Дж. Расселл Мэтью Сен-Лоран Ревен Херман Расс Ховард III                      |
| 2014-2018      | Звёздные войны: Повстанцы     | Кевин Кайнер     | Дэвид Дж. Расселл Мэтью Сен-Лоран Джаред Форман Шон Кайнер Дин Кайнер Джулиан Сиснерос Ревен Херман |
| 2017-2018      | Звёздные войны: Силы Судьбы   | Райан Шор        | |
| 2018-2020      | Звёздные войны: Сопротивление | Майкл Тавера     | |
| 2019-настоящее | Мандалорец                    | Людвиг Йоранссон | |
| 2021-2022      | Книга Бобы Фетта              | Джозеф Ширли     | Людвиг Йоранссон (заглавная тема)                                                                   |
| 2022           | Оби-Ван Кеноби                | Натали Холт      | Джон Уильямс (заглавная тема)                                                                       |
| С 2022         | Андор                         | Николас Брителл  | |

### Видео игры
| Год  | Название                                   | Композитор                |
| ---- | ------------------------------------------ | ------------------------- |
| 1998 | Star Wars: Rogue Squadron                  | Крис Хуэльсбек            |
| 2001 | Star Wars Rogue Squadron II: Rogue Leader  | Крис Хуэльсбек            |
| 2003 | Star Wars Rogue Squadron III: Rebel Strike | Крис Хуэльсбек            |
| 2008 | Star Wars: The Force Unleashed             | Марк Гриски Джесси Харлин |
| 2010 | Star Wars: The Force Unleashed II          | Марк Гриски               |
| 2015 | Star Wars: Battlefront                     | Горди Хааб                |
| 2017 | Star Wars: Battlefront II                  | Горди Хааб                |
| 2019 | Star Wars Jedi: Fallen Order               | Стивен Бартон Горди Хааб  |

### Мультимедиа
| Год  | Название                         | Композитор    |
| ---- | -------------------------------- | ------------- |
| 1996 | Star Wars: Shadows of the Empire | Джоэл Макнили |
| 2019 | Star Wars: Galaxy's Edge         | Джон Уильямс  |

## Темы

### Оригинальная трилогия

#### Новая надежда
- «Luke’s Theme (Star Wars Theme)»[9][10][11][12][13][14][15][16][17][18]
  - «Luke’s (Star Wars) Secondary Theme»[19][13]
- «The Rebel Fanfare»[19][9][10][13]
- «Ben Kenobi’s Theme (The Force Theme)»[19][9][10][13][11]
- «Princess Leia’s Theme»[19][9][10][11][20]
- «Imperial Motif»[19][9][10][13]
- «Death Star Motif»[19][9][10][13]
- «Stormtroopers Motif»
- «Planet Fanfare»
- «Jawa’s Theme»
- «Sandpeople Motif»
- «Spaceship Battle Motif»
- «The Trash Compactor Motif»
- «The Battle of Yavin Motif»
- «The Throne Room Theme (Victory March)»

#### Империя наносит ответный удар
Возвращение к: Throne Room Victory March (First re-statement); Luke’s Theme; Luke’s Secondary Theme; The Rebel Fanfare; The Force Theme (Ben Kenobi’s theme); Leia’s Theme
- First re-statement: «Throne Room Victory March»
- «Имперский марш» (Darth Vader’s Theme)[19][21][22][13][23]
- «Han Solo and the Princess»[19][23]
- «Yoda’s Theme»:[19][22][21][13][11]
- «Droids Motif»[19][21][13][22][24][25]
- «Cloud City March (Lando’s Theme)»[19][21][22][13]
- «Boba Fett Motif»[19][21][13][11][26]
- «The Battle of Hoth Motif»
- «The Asteroid Field Motif»
- «Mynock Cave Motif»
- «Millennium Falcon Escaping Motif»

#### Возвращение джедая
Возвращение к: Spaceship Battle Motif; Luke’s Theme; Luke’s Secondary Theme; The Rebel Fanfare; The Force Theme; Leia’s Theme; Имперский марш; Han Solo and the Princess; Yoda’s Theme
- First re-statement: «Spaceship Battle motif»[19][13][11]
- «Parade of the Ewoks»[19][27][28][13]
- «Jabba The Hutt Theme»[19][28][13][11][29]
- «The Emperor’s Theme»[19][13][28][11][30]
- «Brother and Sister Motif»[19][28][13][31]
- «Triumph Fanfare»[19][11][31]
- «Luke and Leia Theme»[19][27][13][28]
- «Speeder Bike Chase Motif»
- «Forest Battle Motif»
- «The Battle of Endor A Motif»
- «The Battle of Endor B Motif»
- «The Battle of Endor C Motif»

### Трилогия приквелов

#### Скрытая угроза
Возвращение к: Luke’s Theme, Luke’s Secondary Theme, The Rebel Fanfare, The Force Theme, Имперский марш, Yoda’s Theme, Jabba’s Theme, The Emperor’s Theme
- «Duel of the Fates»[27][32][13][33]
- «Anakin’s Theme»[27][13][34]
- «Trade Federation Droid March»[27][13][35]
- «Qui-Gon’s Motif»[27][13][34]
- «Darth Maul Motif»[27][13][36]
- «Jar Jar’s Theme»[27][13][32]
- «The Queen’s Protectors Theme (Panaka’s Theme)
- „The Escape from Naboo Motif“
- „Shmi’s Motif“
- „The Flag Parade Theme“
- „Coruscant Fanfare“
- „Funeral Theme“

#### Атака клонов
Возвращение к: Shmi’s Theme; Luke’s Theme, Luke’s Secondary Theme, The Rebel Fanfare, The Force Theme, Имперский марш, The Emperor’s Theme, Anakin’s Theme, Trade Federation March, Duel of the Fates
- First re-statement: „Shmi’s Theme“[13][32]
- „Across the Stars“[37][13][38][39][40][41][42][43]
  - „Across the Stars secondary theme“
- „Separatist Motif“[32][37]
- „Kamino Motif“[37][32][40]
- „Corusant Chase Motif“
- „Jedi Business Motif“
- „Courting on Naboo Motif“[37][13][32][44]
- „Shmi’s Death Motif“
- „The Republic March“

#### Месть ситхов
Возвращение к: Jedi Funeral Theme, Coruscant Fanfare; Luke’s Theme, Luke’s Secondary Theme, Leia’s theme, The Rebel Fanfare, The Force Theme, Имперский марш, The Emperor’s Theme, Anakin’s Theme, Trade Federation March, Duel of the Fates, Across the Stars, Across the Stars Secondary Theme.
- First re-statement: „Funeral Theme“[13][43]
- First re-statement: „Coruscant Fanfare“[13][45][43]
- „Battle of the Heroes“[13][39][32][46][47][45]
- „General Grievous' Motif“[13][32][48]
- „Landing Motif“
- „Lament for Anakin Theme“[32][13]

### Трилогия сиквелов

#### Пробуждение Силы
Возвращение к: Luke’s Theme, Luke’s Secondary Theme, The Rebel Fanfare (Millennium Falcon Motif), The Force theme, Leia’s Theme, Имперский марш, Han Solo and the Princess
- „Rey's Theme“[49][50][13][51][52][17]
- „Kylo Ren's Fanfare“[13][50][49][51][52][17]
  - „Kylo Ren’s Conflicted Motif“[50][13][51][17]
- Map’s Motif»
- «March of the Resistance»[50][13][51][52]
- «Pursuit Ostinato»[50][13][53][51]
- «Poe Dameron's Motif»[50][13]
- «Snoke’s Theme»[13][50][54][51]
- «First Order’s Motif»
- «Starkiller’s Motif»
- «Jedi Steps»[13][50][54][51]

#### Последние джедаи
Возвращение к: Luke’s Theme, Luke’s Secondary Theme, The Rebel Fanfare (Millennium Falcon motif), The Force Theme, Leia’s Theme, Yoda’s Theme, Luke and Leia, Han Solo and the Princess, Имперский марш, Spaceship Battle Motif, Death Star motif, The Emperor’s Theme, Poe’s Theme, Rey’s Theme, Kylo Ren’s themes, Snoke’s Theme, Battle of the Heroes, Jedi Steps
- «Rose Tico’s Theme»[55][13][56]
- «Luke’s Island Motif»[55][13][56][57][17]
- «Rebel Desperation Motif»[13][56]
- The Battle of Crait Motif"

#### Скайуокер. Восход
Возвращение к: Luke’s Theme, Luke’s Secondary Theme, The Rebel Fanfare (Millennium Falcon motif), The Force Theme, Leia’s Theme, Han Solo and the Princess, Имперский марш, The Emperor’s Theme, Poe’s Theme, Rey’s Theme, Kylo Ren’s themes, March of the Resistance, Luke and Leia, Yoda’s Theme, The Pit of Carkoon, The Battle of Yavin, Yoda and the Force, Return to Tatooine
- First re-statement: «Return to Tatooine»
- First re-statement: «Finn’s Confession»
- First re-statement: «Yoda and the Force»
- First re-statement: «Seduction Motif»
- «The Trio/Fellowship Theme»
- «The Rise of Skywalker (Victory) Theme»
- "Anthem of Evil (Psalm of the Sith) "
- «Poe’s Heroics Theme»
- «Dagger Motif»
- «Ben Solo’s Theme»
- «Kylo Ren’s Redemption Motif»
- «Wayfinder/Exegol Motif»
- «Knights of Ren Motif»
- «Speeder Chase Fanfare»
- «Action Ostinato»
- «A New Home»
- «Journey to Exegol Motif»
- «Master Leia’s Motif»

## Темы в антологии фильмов
Музыка антологии «Звёздных войн» для «Изгоя-один», написанная Майклом Джаккино, использует несколько тем (и повторяющийся промежуточный материал) от Джона Уильямса, в основном для их романтического обзора (например, The Force Theme и оттенок из Main Theme).
У неё есть собственный каталог тем, независимый от материала Уильямса, включая новую, третью тему для Империи, хотя Джаккино также цитирует как оригинальный Имперский мотив (англ. Imperial Motif), так и Имперский марш (англ. Imperial March).

### Изгой-один
Возвращение к: Luke’s Theme; Rebel Fanfare; The Force Theme; Leia’s Theme; Imperial Motif; Death Star Motif; Имперский марш
- Jyn’s Theme
- Hope Theme
- Guardians of the Whills Theme
- Imperial Theme (Krennic’s Theme)

### Хан Соло
Для «Хана Соло» Джон Уильямс написал и записал концертную аранжировку для новой темы для Хана Соло. В процессе составления темы Уильямс в итоге использовал две отдельные идеи, каждая из которых передавала свой аспект персонажа, и зашел так далеко, что нашел в фильме места для использования каждого мотива; все другие лейтмотивы и другие материалы были написаны и адаптированы Джоном Пауэллом, главным композитором фильма.
Возвращение к: Spaceship Battle motif; Luke’s (Star Wars) Theme; Rebel Fanfare; Duel of the Fates; Имперский марш; The Imperial motif; Death Star Motif; The Asteroid Field; Imperial Cruiser Pursuit; Droids Motif
От Джона Уильямса:
- Han Solo’s Theme[60]
  - «Han Solo’s Searching theme»[61]

От Джона Пауэлла:
- Chewbacca’s Theme
- Han and Qi’Ra’s Love Theme
- L3’S Theme
- Crew theme
- Enfys Nest Theme
- Crime Syndicate Motif (Vos’s Theme)

## Награды
Музыка за фильм «Звёздные войны» 1977 года принесла Джону Уильямсу большинство наград в его карьере:
- Оскар за лучшую музыку на 50-й премии Оскар[62]
- Золотой глобус за лучшую музыку на 35-й премии Золотой глобус[63]
- BAFTA за лучшую музыку на 32-й премии BAFTA в 1978 году[64]
- Три Грэмми в 1978 году за лучшую инструментальную композицию[англ.], лучший саундтрек для визуальных медиа и лучшее поп-инструментальное исполнение[65]

Он также получил Сатурн в 1978 году за лучшую музыку за музыку «Новой надежды», совместно за музыку «Близких контактов третьей степени».
Музыка Уильямса за продолжение 1980 года «Империя наносит ответный удар» также принесла ему ряд наград:
- BAFTA за лучшую музыку на 34-й премии BAFTA в 1980 году[67]
- Две Грэмми в 1981 году за лучшую инструментальную композицию и лучший саундтрек для визуальных медиа[68]

«Империя наносит ответный удар» также была номинирована в 1981 году за «Лучшую музыку» на 53-й премии «Оскар» (награду получил Майкл Гор за «Славу»).
Последующая музыка Уильямса «Звёздных войн» была номинирована на ряд наград; в 1984 году его музыка за «Возвращение джедая» была номинирована на «Лучшую музыку» на 56-й премии «Оскар». Его композиции для Трилогия приквелов «Звёздных войн» также получили номинации: музыка для «Призрачной угрозы» была номинирована на «Лучшую инструментальную композицию» на премию «Грэмми» в 2000 году, а «Месть Ситхов» была номинирована на премию «Грэмми» в 2006 году за Лучший альбом саундтреков.
В 2005 году саундтрек к «Новой надежде» 1977 года был признан Американским институтом киноискусства как «самая запоминающаяся музыка фильма всех времен» в списке AFI «Лучшая музыка в американских фильмах за 100 лет», основанном на оценке жюри из более 500 исполнителей, композиторов, музыканты, критики и историки из киноиндустрии.